# Клетвата
„Клетвата“ (на английски: The Pledge) е американски нео-ноар трилър от 2001 г. на режисьора Шон Пен, базиран е на криминалната новела „Обещанието“ на Фридрих Дюренмат, написан от Фридрих Дюренмат през 1958 г. Във филма участват Джак Никълсън, Патриша Кларксън, Арън Екхарт, Хелън Мирън, Робин Райт Пен, Ванеса Редгрейв, Сам Шепърд, Мики Рурк, Тим Нунън, Лоис Смит и Бенисио дел Торо.